# Frithjofssage

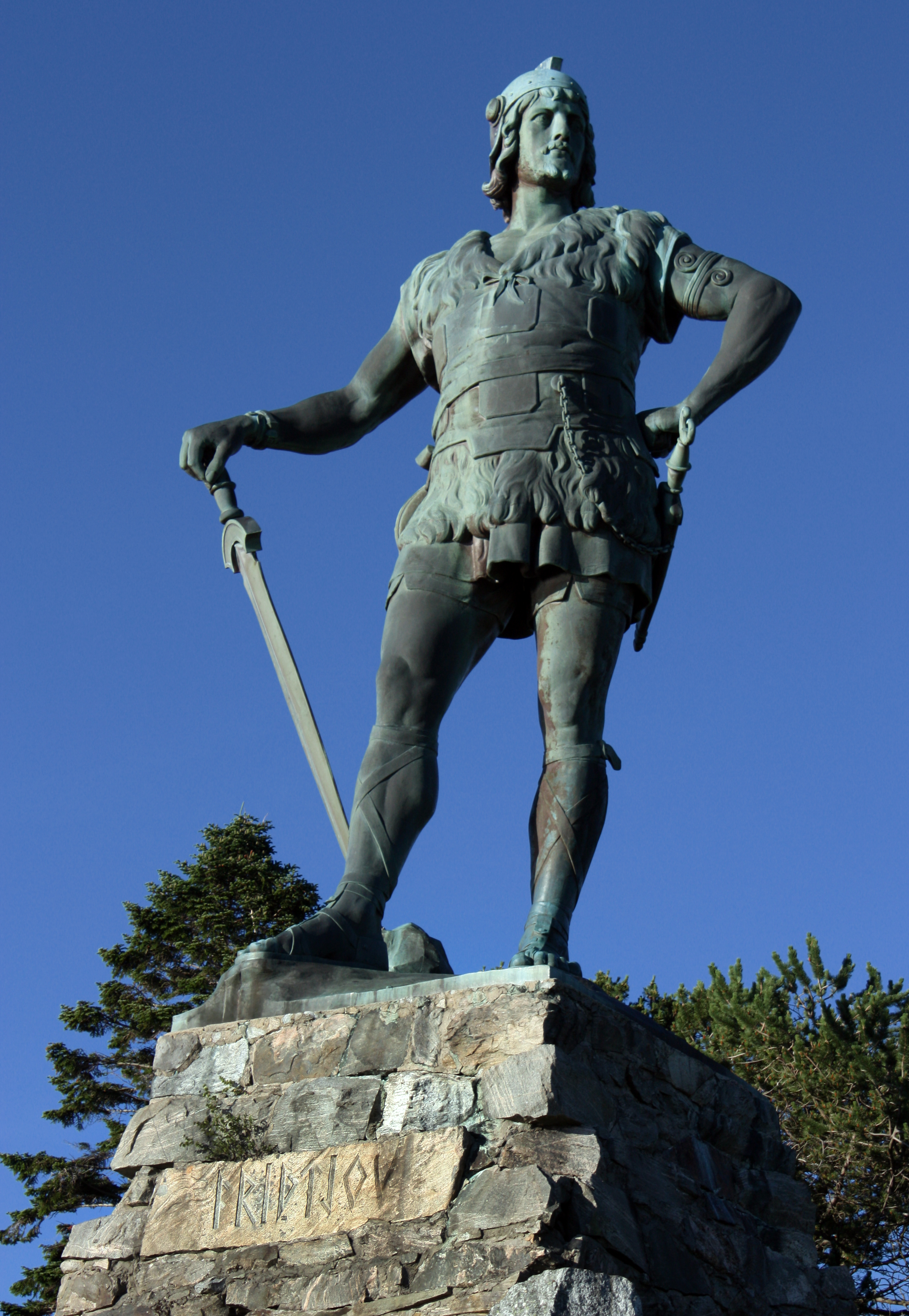
Kolossalstatue des Fritjof von Max Unger

Die Frithjofssage (is. Friðþjófs saga hins frœkna, sv. Frithiofs saga, no. Fridthiofs Saga, auch Fridtjovsoga) ist eine altnordische Heldensage vom Typus der Fornaldarsaga. Mittelpunkt und namensgebend ist die Titelfigur Frithjof, Sohn des Großbauern Torstein Vikingson, und dessen romantischer Liebe zu Ingibjörg (auch Ingebjørg oder Ingeborg), der schönen Tochter von Beles, des Königs von Sogn am Sognefjord in Norwegen.
Das Textkorpus ist in zwei Fassungen überliefert, die ältere entstand vermutlich Ende des 13. Jahrhunderts, beziehungsweise Anfang des 14. Jahrhunderts. Der jüngeren und längeren Fassung liegt vermutlich eine Versbearbeitung des Stoffes, der sogenannten „Fridtjofs rimur“, aus der Zeit um 1400 zu Grunde, für diese Fassung des Sagenstoffs wird daher das 15. Jahrhundert angenommen. Das Zeitalter der Handlung wird im 3., oder im 7. bis 8. Jahrhundert vermutet.
In Mitteleuropa wurde die Frithjofssage vor allem in der Version des Schweden Esaias Tegnér (1782–1846) bekannt.

## Handlung nach Tegnér
Der in Norwegen gelegene, wohlhabende Sognigau wird von König Beli regiert, dessen Gefolgsmann sein enger Freund und alter Waffenbruder Thorsten ist. Als die beiden alten Krieger ihren Tod nahen fühlen, rufen sie ihre Erben zu sich, um ihnen „die Weisheit der Ahnen zu übergeben“. Belis Söhne sind der ernste, humorlose Helge und sein jüngerer Bruder Halfdan, der, obwohl erwachsen, als von kindlichem Gemüt beschrieben wird. Thorstens einziger Sohn ist Frithjof, hoch gewachsen, stark, mutig und aufmerksam. Die beiden Greise übermitteln ihren Söhnen nochmals alle Ratschläge für ein erfolgreiches Leben, ehe sie bald darauf kurz nacheinander sterben. Von Thorsten erbt Frithjof drei unermessliche Schätze: Das Schwert Augurwadel, zudem Ellide, das beste aller Schiffe, und einen Armreif, den gravierte Abbildungen der Burgen der Asen schmücken.

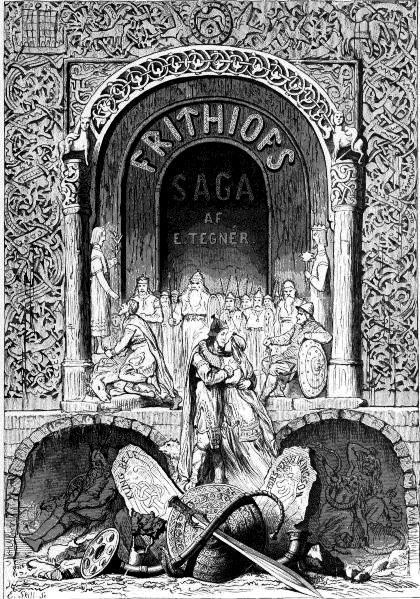
Cover der Frithiofs Saga
von Esaias Tegnér (1876)

Frithjof und Ingeborg, die Schwester Helges und Halfdans, die sich seit ihrer Kindheit kennen, lieben sich seit Langem. Doch ist Frithjof als zwar wohlhabender, aber nicht adeliger Landbesitzer und Freisasse Ingeborg nicht ebenbürtig; seine Werbung wird von den königlichen Brüdern abgewiesen. Frithjof zieht sich daraufhin gekränkt auf seinen Besitz Framkap zurück, um den ihn die Brüder beneiden. Als kurz darauf der verwitwete König Ring von Schweden, ein schon alter Mann, um Ingeborg wirbt, befragt Helge das Orakel Balders; es stellt sich heraus, dass die Zeichen für die Verbindung nicht günstig sind. Die von Ring gesandten Werber kehren in das Reich ihres Königs zurück. Helges Botschaft lautet, dass die Götter eine Heirat zwischen Ring und Ingeborg nicht gutheißen würden. Bei der Abreise der Gesandtschaft hatte Halfdan Ring geschmäht, indem er bemerkte, der König sei gewiss nicht einmal mehr in der Lage, ohne fremde Hilfe in den Sattel zu steigen; er würde ihm gerne dabei geholfen haben, wenn er in eigener Person als Freier gekommen wäre. Als König Ring von dieser Kränkung erfährt, lässt er zum Krieg rüsten: „Den Schimpf muß ich rächen. Sie achten nicht meine Ehre und haben erst Frithjofs und nun auch mein Haupt geschmäht. Laßt die Hörner erschallen! Das Schwert soll Brautwerber sein!“ Auch Helge sammelt sein Heer und lässt zuletzt nach Frithjof schicken, da auch dieser ihm Gefolgschaft schuldet und überdies „die beste Klinge hier im Norden“ führt. Frithjof aber weigert sich, dem Heerruf Folge zu leisten: „Wohl würde ich kämpfen, ginge es um ihre Ehre (...). Doch für den König keinen Schlag.“ Nur Hilding, ein treuer Diener Frithjofs und vor ihm Thorstens, schließt sich mit einem kleinen Aufgebot Helges Streitmacht an.
Für die Dauer des Krieges wird Ingeborg in den heiligen Hain Balders gebracht. Die Brüder vertrauen darauf, dass Frithjof den Ort nicht entweihen wird. Dennoch dringt dieser im Schutz der Nacht mit Hilfe seines Freundes Björn in das Heiligtum ein und versucht, Ingeborg zur gemeinsamen Flucht zu überreden. Ingeborg weist ihn ab: „Oh, hätte mein Ohr mich getäuscht! Einstmals war Frithjof ein Held. Heute spricht sein Mund von der Flucht. (...) Dein Lied klang nicht herb, wie das Lied eines Skalden. Mich lockt nicht die Süße des Südens.“ Der Appell an seine Ehre macht Frithjof betroffen, und er lässt Ingeborg zurück – nicht ohne zu betonen, dass er die Ehrverletzung durch ihre Brüder noch zu sühnen habe.
Unterdessen kann König Ring die Schlacht für sich entscheiden und fordert mit dem Recht des Siegers Ingeborg zur Frau, samt einem Drittel ihrer Habe. Unter Zögern stimmen Helge und Halfdan der Forderung zu. An den Hof zurückgekehrt, wollen sie Frithjof für die Verletzung des Heiligtums zur Rechenschaft ziehen. Dieser scheut sich nicht, seinen Frevel gegen die abgewiesene Brautwerbung aufzurechnen und verspricht, dass er das Reich schützen werde, wenn ihm Ingeborg zur Frau gegeben würde. Der erzürnte Helge bescheidet ihn daraufhin: „Das Gesetz der Väter fordert Landflucht oder Tod für ein Verbrechen, das so die Sitte und Satzung zerbricht. Doch Balder strafte nicht mit eigener Hand, als du im Heiligtum gefrevelt. Drum will ich milde sein wie er.“ Frithjof soll den Hof des Fürsten Angantyr aufsuchen, der auf einer reichen Insel im Westmeer lebt und König Beli tributpflichtig war, seinen Söhnen aber die Zahlung verweigert. Falls es ihm gelingt, Angantyr bis zur Sommersonnenwende zum Einlenken zu bewegen, soll ihm der Frevel verziehen sein. Vor seiner Abreise nimmt Frithjof den Brüdern einen Eid ab, seinen heimatlichen Besitz nicht anzutasten.
Unter Gefahren und Abenteuern gelangt Frithjof mit dem Schiff Ellide und einer Schar Getreuer, allen voran Björn, an sein Ziel. Nachdem Frithjof aus Angantyrs Gefolge den Berserker Atle im Ringkampf besiegt hat, wird er von dem Fürsten freundlich aufgenommen. Angantyr erinnert sich der Freundschaft mit Beli und Thorsten, doch während er Frithjof Achtung zollt, sind Belis Söhne und besonders Helge ihm zuwider: „Dein ritterliches Herz hast du im Kampfe bewiesen. Noch einmal soll deshalb deinetwillen Helge von mir den Tribut erhalten. In Zukunft aber nimmermehr.“ Frithjofs Schar verbringt den Winter an Angantyrs Hof und kehrt mit dem einsetzenden Frühling nach Framkap zurück. Sie müssen feststellen, dass die Brüder ihren Schwur gebrochen haben: Frithjofs Besitz ist verwüstet und geplündert, die Bewohner geflohen. Ingeborg ist unterdessen mit König Ring verheiratet worden und mit ihm nach Schweden gezogen. Wutentbrannt sucht Frithjof abermals das Heiligtum Balders auf, wo er Helge bei der Opferung antrifft. In Gegenwart des gesamten Hofes schleudert er ihm Angantyrs Tribut, einen mit Gold gefüllten Beutel, ins Gesicht, und verletzt ihn so. Helges Gattin, die sich schützend vor ihn zu werfen versucht, reißt er den gestohlenen Armreif, sein Erbstück, vom Körper. Der erneute Frevel ist so schwer, dass das Bildnis des Gottes ohne Zutun von Menschenhand in das Opferfeuer stürzt; nur dank des allgemeinen Entsetzens kann Frithjof mit dem treuen Björn entkommen.
In der Heimat zu bleiben, ist Frithjof und seinem verbliebenen Gefolge nun vollends unmöglich. Sie nehmen ihre Zuflucht auf das Meer und werden Wikinger (im Sinne von „Abenteurer und Seeräuber“, wobei Tegnér Frithjof als eine Art „Robin Hood zur See“ präsentiert, der Verbrecher straft, Kaufleute aber schont und schützt). Seine Reisen führen den Verbannten bis in die Inselwelt Griechenlands, wo sie eine Weile die Sonne und den südlichen Wein genießen. Schließlich aber sehnt Frithjof sich nach dem heimatlichen Norden, und er wendet Ellides Kiel mit der Absicht, sein verlorenes Zuhause noch einmal zu sehen, ehe er sich endgültig in sein Los fügt. Der brennende Wunsch, auch Ingeborg nochmals zu erblicken, treibt ihn an König Rings Hof in Schweden. Hier gibt Frithjof sich nicht offen zu erkennen, wird allerdings gütig aufgenommen und für seine heldenhafte Erscheinung bewundert; Ingeborg, die ihm selbst zum Gruß das Trinkhorn reicht, erkennt den Geliebten sofort. Das Schicksal will es, dass Frithjof im folgenden Winter die Gelegenheit erhält, dem König und Ingeborg das Leben zu retten, als er ihren im Eis eingebrochenen Schlitten mit der Kraft der Verzweiflung auf sicheren Grund zieht. Ring macht Frithjof zu seinem Vertrauten und offenbart ihm im Frühling, dass er seine Identität seit Langem erkannt hat. Er bittet den Helden, Beschützer und Reichsverweser für seinen jungen Sohn zu sein, da er alt ist und sich dem Tod nahe weiß. Frithjof möchte die Bitte ausschlagen und weiterhin das Leben eines Verbannten führen, seine Missetat erscheint ihm zu schwer. Als aber Ring im Moment seines Aufbruchs dahinscheidet, ändert er seinen Entschluss: Unter seiner Obhut wird der Erbe Rings zum König erkoren, Frithjof selbst soll bis zu seiner Volljährigkeit regieren.
Diese Ehre mag der Held noch immer nicht annehmen, solange sein Frevel nicht getilgt ist. Er segelt zum Heiligtum Balders, um durch den Gott selbst Vergebung zu erlangen. Als er dem greisen Priester begegnet, eröffnet ihm dieser, dass er ihn seit langer Zeit erwarte; Frithjof könne mit Vergebung rechnen, falls er bereit sei, ebenso zu handeln: „Doch wisse, wer Hass in seinem Herzen trägt, darf auf des Gottes Milde nicht hoffen. Hasse nicht länger die Söhne Belis!“ (Der Kult des „Frühlingsgottes“ Balder wird hier mit Elementen christlicher Ethik angereichert.) Nachdem Frithjof dies gelobt hat, erfährt er, dass Helge inzwischen bei einem Kriegszug nach Finnland den Tod gefunden hat und Halfdan das Reich regiert. Dieser begegnet ihm nicht allein versöhnlich, sondern nennt Frithjof den stärkeren und ehrenhafteren Mann und tritt ihm die Königswürde ab. Seine Thronbesteigung und die Ehe mit Ingeborg, die mit Söhnen und Töchtern gesegnet wird, läuten eine lange Zeit des Friedens, des Wohlstands und der Gerechtigkeit ein.

## Musikalische Interpretationen der Sage
Die Frithjofssage inspirierte im Laufe der Geschichte mehrere Komponisten, so z. B. Max Bruch, der 1864 die Kantate Frithjof, Op.23 schrieb. Heinrich Hofmann veröffentlichte 1874 seine Frithjof-Sinfonie op. 22 für Orchester, die eine Zeit lang in Deutschland zu den am meisten aufgeführten Stücken gezählt wurde. Eine Fritiofs saga betitelte Oper der Komponistin Elfrida Andrée entstand 1899 nach einem Libretto von Selma Lagerlöf. Eine neuere musikalische Interpretation der Frithjofssage ist das Musikschauspiel Fridtjovspelet, das 2008 im norwegischen Vangsnes Premiere hatte. Die Musik wurde von Magne Rutle komponiert und umfasst Stücke für Orchester, Chor und Gesangssolisten. Die Musik wurde auch auf CD aufgenommen.

## Theater-Interpretation von August Hinrichs
Der Oldenburger Schriftsteller August Gerhard Hinrichs (1879–1956) verfasste das Theaterstück Frithjof. Ein Sagenspiel in 5 Aufzügen. Das Stück gründete auf der Sage in der Version von Tegnér, war jedoch eine eigenständige Bearbeitung in Versen. Das Stück erschien 1911 auch als Buch im Verlag Bültmann, Oldenburg.
Die Uraufführung erlebte es unter der Regie von Karl Krause und mit Erich Drach in der Titelrolle am 26. Februar 1911 am Großherzoglichen Hoftheater in Oldenburg. Der Autor, ein Tischlermeister, der erste im Vorjahr mit einem Theaterstück debütiert hatte, war bei der Premiere anwesend und wurde drei Mal auf die Rampe gerufen. Ebenso war Großherzog Friedrich August persönlich anwesend.
In dieser Saison wurde es mindestens fünf Mal aufgeführt (9., 15., 16., 29. März), vermutlich auch öfter. Da das kleine Theater aufgrund des begrenzten Publikums Stücke mit geringem Zuspruch oft nur zwei bis drei Mal in einer Saison aufführte, war dies bereits als großer Erfolg zu werten.
Das Jeversche Wochenblatt schrieb in einer Premieren-Kurzkritik, Hinrichs's Version des „bekannten nordischen Stoffes“ zeichne sich durch eine wundervolle poetische Sprache aus. Die knappe Zusammenfassung lautete: „Die dramatischen Vorgänge sind meist frei erfunden. Der vierte Akt bringt eine psychologisch interessante Szene zwischen Frithjof und dem alten König Hring, dessen Weib Ingibjörg geworden ist. Im fünften Akt löst sich der Konflikt durch Hrings Tod, und Ingibjörg zieht mit dem heimatlosen Frithjof in die Ferne.“
Die ausführliche Kritik zur Uraufführung von Richard May in der Nordwestdeutschen Morgen-Zeitung lobte Hinrichs’ „die Schürzung des dramatischen Knotens, die straffe Technik, die kaum eine Lücke klaffen lässt und selten etwas Überflüssiges duldet“. Die freie Gestaltung des Schlusses wurde positiv bewertet. „Vielleicht hätte der Dichter noch stärker gegen die historische Treue verstoßen können, man fühlt zu deutlich, und die Buchausgabe spricht es ja auch aus, wie schwer es ihm geworden ist, an der Urform zu rütteln und sie seinen Zwecken entsprechend umzubiegen.“ Negativ beurteilte die Kritik, dass Hinrichs nach den ersten drei von fünf Aufzügen drei Jahre vergehen lässt, in denen Fritjof und Ingibjörg getrennt sind. Die als Feigling gezeichnete Figur des Königs Helgi nannte die Kritik „missraten“. Die Sprache des Stückes sei „wuchtig und gewandt, nur wird ihr um der Verse willen bisweilen etwas Gewalt angetan“. Es gebe einige Unebenheiten, an denen aber die Aufführung an auswärtigen Bühnen nicht scheitern dürfte.
Zu den ersten auswärtigen Aufführungen gehörte eine von Studenten arrangierte und gespielte Fassung am Stadttheater Göttingen 1911. Das Harzer Bergtheater (Ernst Wachler) in Thale, ein Freilichttheater, nahm das Stück 1913 an. Hinrichs hatte Mühe, das Stück an weitere Bühnen zu vermitteln. Er verhandelte auch ergebnislos mit einem österreichischen Komponisten über die Vertonung als Oper.

## Sonstiges
Kaiser Wilhelm II. ließ 1913 in Vangsnes am Sognefjord eine Kolossalstatue des Fritjof errichten, die er den Norwegern schenkte. Sie ist zusammen mit dem Sockel 22,5 m hoch und wurde von dem deutschen Bildhauer Max Unger geschaffen. Die Statue steht in einem kleinen Park mit Aussicht auf den Fjord. Bei der Enthüllung der Statue am 31. Juli 1913 waren Kaiser Wilhelm II. sowie der norwegische König Haakon VII. anwesend. Es wurde ein Volksfest gehalten, an dem vermutlich über 5000 Menschen teilnahmen. Im gleichen Jahr wurde im Revuetheater Chat Noir in Oslo ein Lied von Vilhelm Dybwad vorgetragen, das die Dimensionen der Statue kritisch kommentiert.
Auf dem Hof Bale in Balestrand auf der Nordseite des Sognefjordes – der Sage zufolge der Königshof – befindet sich eine ebenfalls von Kaiser Wilhelm II. 1913 errichtete, allerdings bescheidenere Statue des Königs Bele.